# Tymisz Semczyszyn
Tymisz Semczyszyn ps. Riczka (ur. 1915, zm. 5 października 1946 w Kijowie) – ukraiński działacz polityczny okolic Sambora, członek Organizacji Ukraińskich Nacjonalistów.
Studiował na Politechnice Lwowskiej, w latach 30. był działaczem ukraińskiego studenckiego ruchu niepodległościowego.
Pod koniec lat 30. wstąpił do OUN, po rozłamie w OUN przyłączył się do OUN-B. W 1941 został mianowany zastępcą dowódcy południowej grupy marszowej OUN-B. Po serii niemieckich aresztowań w sierpniu 1941 rozpoczął organizowanie ukraińskiego podziemia zbrojnego na Ukrainie.
1 stycznia 1942 został aresztowany przez Gestapo, od stycznia do października 1942 przebywał w więzieniach w Krzywym Rogu i Dniepropetrowsku. Po ucieczce z  więzienia został mianowany przewodniczącym OUN-B na terenie Transnistrii.
Po zajęciu południowej Ukrainy przez Armię Czerwoną, udał się do Odessy w celu organizowania tam ukraińskiego podziemia. 2 września 1944 zatrzymany i 9 września aresztowany przez Smiersz w Bukareszcie. 26 kwietnia 1946 na zamkniętym posiedzeniu sądu wojsk NKWD w Kijowie skazany na śmierć. Rozstrzelany 5 października 1946 roku. Zrehabilitowany 17 kwietnia 1998.